# 醴陵南站
醴陵南站，原名醴陵县站、醴陵站、醴陵东站，又称阳三石站，是醴茶铁路上的一座火车站，位于湖南省醴陵市阳三石街道阳三石社区境内。该车站为湖南省的第一座火车站，亦为如今醴陵站的前身:219，始建于1903年。车站现由中国铁路广州局集团株洲车站管辖，仅办理货运业务。

## 历史
车站最初作为株萍铁路前身之一暨第二期工程萍醴铁路的一部分而建造，于光绪二十九年（1903年）阴历六月竣工:甲1。起初该站因靠近醴陵县城，因而以县名定名为醴陵县车站，由于站北（即站阳）有一座高山，高山上又有三块山岩，因此又称阳三石站:丙13。此后随着铁路延展至株洲，车站地处线路全线的中点，因此常有列车在此站交会:丙17。开通初期的株萍铁路旅客运输量并不大，全线除起讫站株洲与萍乡两站外，仅有本站办理旅客运输:381。至民国8年（1919年），车站拥有站台2座，站场上部还有跨线桥1座:丙17。
民国16年（1927年）9月中国共产党在湘赣边界发动秋收起义，由于中国工农革命军第一师第二团未能成功占领萍乡县城，便决定转战醴陵县城，12日下午第二团在车站与醴陵农民暴动队伍会合攻打醴陵县城并最终占领:94。
民国25年（1936年），车站进行了一轮扩建:280。民国26年（1937年）8月至10月，车站建筑设备因遭到日军飞机轰炸浙赣铁路株萍段沿线影响而损毁严重。民国26年（1937年）夏，车站职工得知粤汉铁路方面成立了长沙铁路抗敌后援会后，也自发组建了抗敌后援会，并于次年（1938年）3月号召株萍铁路全路职工向空军筹款500元作为对抗日的支援，并发电慰问:144。民国33年（1944年）9月，该站在轰炸中所受损的设施方才得到修复。1971年修建醴茶铁路（时称湘东铁路）时，铁路部门决定在原站址以东400米迁建车站，此后醴茶铁路在车站东端与浙赣铁路接轨。:280、282
1990年代，铁路部门在对浙赣铁路进行复线化改造工程时，决定另选他地修建新的醴陵客站。1995年10月26日，位于四塘的新醴陵站建成启用后，本站改名醴陵东站:219。浙赣铁路电气化改造工程期间，铁路部门决定对车站前后的浙赣铁路实施改线，2005年12月20日线路工程完工后，浙赣铁路正线不再经过车站，此后车站仅作为醴茶铁路车站。2014年，由于沪昆高速铁路醴陵段行将通车，沪昆高铁醴陵协调办向国铁总公司申请将该线上的车站从原来的醴陵北站改称为醴陵东站，而既有醴陵东站改名为醴陵南站，当年内完成改名。2024年，车站在1971年擴建的候车大楼被拆除，原址计划改建为集装箱转运货场。

## 历史人物与车站
光绪三十一年（1905年）3月，由于部分革命党人聚集洪江筹划再次起义的计划败露，回仑山会首领、哥老会成员马福益在车站被捕（一说湘潭站或萍乡站）。民国12年（1923年）12月，左权与同学从车站上车前往广州大本营陆军讲武学校求学:12。
民国10年（1921年）毛泽东第二次前往安源时，便和李立三在车站下车并徒步到老关车站再上车。民国16年（1927年）1月，毛泽东在车站下车，由此在醴陵开启对湘东一带的农民运动的考察。1965年5月毛泽东重上井冈山时，也是在车站下火车并转乘汽车前往茶陵。:176

## 文物保护
2012年1月12日，车站旧站房建筑以“醴陵车站”的名义被醴陵市人民政府公布为第五批醴陵市文物保护单位。其保护范围为：以外墙墙基为起点，四向各至30米处。其建设控制地带为：四向各至保护范围外50米处。
2019年2月28日，车站旧站房建筑以“醴陵火车站旧址”的名义作为“毛泽东考察湖南农民运动旧址”的增补子项被湖南省人民政府公布为第十批湖南省文物保护单位。

## 备注
1. ↑  尚不能确定车站定名去掉县字的时间，中华民国铁道部在民国22年编纂的《铁道年鉴》第一卷中，尚称该站为醴陵县站[7]:876，而在民国24年的第二卷中则改称醴陵站[8]:749、807。
2. ↑  李立三在阳三石出生，现阳三石有其故居保留[18]:256。详参李立三故居条目。